# Teodicea ireneana

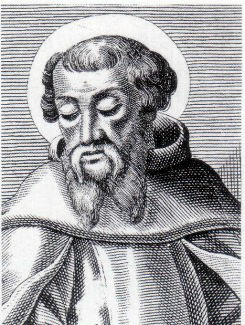
Sant'Ireneo, teologo e filosofo del II secolo che introdusse lo sviluppo della teodicea che prese il suo nome.

La teodicea ireneana è una teodicea cristiana concepita per rispondere al problema del male e come tale, essa è concepita per dimostrare l'esistenza di un Dio onnipotente e omnibenevolente di fronte all'evidenza della presenza del male nel mondo. Numerose varianti di questa teodicea sono state proposte, tuttavia alla base di tutte vi è l'affermazione che, nonostante il male esista, Dio non ne è il responsabile della creazione o non ne è colpevole. In genere, la teodicea ireneana afferma che il mondo è il migliore dei mondi possibili, poiché permette agli esseri umani di svilupparsi pienamente. La maggior parte delle versioni di questa  teoria propongono che la creazione sia incompleta e che gli esseri umani non sono ancora pienamente sviluppati e, quindi, la sperimentazione della sofferenza del male sia necessaria perché vi sia un tale sviluppo.
Il filosofo e teologo del II secolo Ireneo di Lione, da cui prende il nome la teodicea, propone un processo di creazione in due fasi in cui gli esseri umani richiedono il libero arbitrio e l'esperienza del male a sviluppare. Un altro dei primi teologi cristiani, Origene, ha formulato una risposta al problema del male considerando il mondo come un'aula scolastica o un ospedale per l'anima.
Il teologo Mark Scott sostiene che Origene, piuttosto che Ireneo, dovesse essere considerato il padre di questa teodicea. Nel 1710, Gottfried Leibniz propose la teoria che il mondo sia il migliore dei mondi possibili, poiché riequilibra tutti i possibili beni che esso possa contenere. Nel XIX secolo, Friedrich Schleiermacher rafforzò tale teoria argomentando che Dio deve necessariamente essere in grado di creare con perfezione, e quindi questo mondo deve essere il migliore dei mondi possibili, permettendo che tutti i propositi di Dio siano soddisfatti in modo naturale. Nel 1966, il filosofo John Hick discusse le somiglianze tra le teodicee precedenti, chiamandole tutte "Irenenae". Egli fu un sostenitore del parere che la creazione fosse incompleta e che il mondo è concepito nel migliore dei modi affinché possa esserci un pieno sviluppo morale degli esseri umani, grazie alla possibilità per essi di compiere vere scelte morali. Il filosofo inglese Richard Swinburne propose che, per poter fare una scelta morale consapevole, gli esseri umani devono necessariamente possedere un'esperienza delle conseguenze delle proprie azioni e che il male naturale deve esistere per fornire tali scelte.
Lo sviluppo del processo teologico ha contrastato la tradizione Ireneana insegnando che il potere di Dio è limitato e che non può essere responsabile per il male. Il filosofo del Novecento Alvin Plantinga promosse il concetto che questo mondo sia il migliore dei mondi possibili, sostenendo che il bene nel mondo (tra cui la bontà infinita di Dio) supera il male e il bene ultimo del sacrificio di Dio, quando Gesù fu crocifisso, si è reso necessario per l'esistenza del male. Dewi Zephaniah Phillips e Fëdor Dostoevskij hanno contestato l'uso strumentale della sofferenza, suggerendo che l'amore non può essere espresso attraverso la sofferenza. Michael Tooley sostenne che l'entità della sofferenza è eccessiva e che, in alcuni casi, non può portare allo sviluppo morale. Il teologo francese Henri Blocher ha criticato l'universalismo di Hick, sostenendo che tale punto di vista nega il libero arbitrio, che è stato altrettanto importante per la teodicea.